# Juankar Lopez-Mugartza
Juan Karlos López-Mugartza Iriarte (Zaragoza, 1961 -) es un escritor vasco navarro. Licenciado en Filología Vasca por la EHU, es profesor del Departamento de Filología y Didáctica de la Lengua de la Universidad Pública de Navarra. Como investigador, es experto en toponimia y escribió su tesis doctoral sobre la toponimia de Roncal y Anso, materia sobre la que tiene varios artículos. Como escritor, es autor de varios libros.

## Libros
- Garraren eta karroiaren margoak,, 1994
- Bihotz hauskorrak osatu eta portu handira iritsi dira, 2017.
- Alma animalia, 2017.